# Ель Каміно
Ель Каміно (ісп. El camino) — це кримінальний неовестерн, написаний та зрежисований Вінссом Гілліганом з Аароном Полом у головній ролі. Цей фільм — продовження телесеріалу «Пуститися берега». Він вийшов на Netflix 11 жовтня 2019 року, а пізніше його показали на AMC.

## Синопсис
Дія відбувається після останнього епізоду серіалу «Пуститися берега» «Феліна». Джессі Пінкман намагається здобути свободу після втечі від своїх викрадачів.

## У ролях
- Аарон Пол — Джессі Пінкман, колишній варій мету, який був партнером наркобарона Волтера Вайта.[4]
- Метт Джонс — Борсук, друг Джессі.[2]
- Чарльз Бейкер — Чахлик Піт, друг Джессі.[2]
- Джессі Племенс — Тодд Елквіст
- Джонатан Бенкс — Майк Ермантрауд
- Ларрі Генкін — старий Джо
- Роберт Форстер — Ед
- Кевін Ранкін — Кенні
- Браян Кренстон — Волтер Вайт
- Крістен Ріттер — Джейн

## Виробництво
У листопаді 2018 року почали поширюватися чутки про те, що продовження серіалу у формі фільму перебуває в стадії розробки, і Аарон Пол повернеться до виконання ролі Джессі Пінкмана. Пол сказав, що Вінс Гілліган зв'язався з ним близько 2017 року щодо планів святкування десятої річниці «Пуститися берега» і натякнув на щось велике. Сам Пол пообіцяв, що готовий взяти участь у будь-якому проєкті, в якому Гілліган продовжуватиме лінію персонажа Джессі. В інтерв'ю в листопаді 2018 року Браян Кренстон, який зіграв Волтера Вайта в серіалі, підтвердив, що фільм справді знаходиться в розробці, але сказав, що не бачив сценарій. Кренстон також заявив, що буде зацікавлений стати учасником цього проєкту.
Знімання фільму відбулося в Альбукерке близько листопада 2018 року під робочою назвою Сарсапарель. На той час, коли місцеві медія встановили зв'язок між «Сарсапарелем» та «Пуститися берега», знімання вже фактично завершили. Боб Оденкірк, який грає Сола Гудмена у «Пуститися берега» та його спінофі «Краще подзвоніть Солу», заявив у серпні 2019 року: «Я чув дуже багато різного про цей фільм, але так чи сяк, я дуже схвильований фільмом у світі „Пуститися берега“. Не можу дочекатися, щоб подивитися його». Щодо секретності, яка супроводжує фільм, він заявив: «Я не знаю, що люди знають і чого не знають. Мені важко повірити, що ви не знаєте, що фільм було знято. Вони це зробили. Розумієте, що я маю на увазі? Хіба ж це секрет? Та все ж вони здійснили дивовижну роботу, щоб зберегти це в таємниці».
У лютому 2019 року повідомлялося, що Netflix та AMC випустять фільм у світі «Пуститися берега». 24 серпня 2019 року Netflix анонсував фільм Ель Каміно та оприлюднив перший тизер фільму. За декілька днів до офіційного оголошення Netflix тимчасово заніс фільм до переліку стрічок на своєму вебсайті, тож деякі користувачі помітили це ще до анонсу. Назва фільму відсилає до Chevrolet El Camino, на якому Джессі втік від своїх утримувачів після того, як його врятував Волтер наприкінці останнього епізоду серіалу «Пуститися берега». Очікується, що фільм вийде 11 жовтня 2019 року на Netflix, з подальшими виходами на AMC.

## Маркетинг
Анонс трейлера фільму Netflix випустив 24 серпня 2019 року.